# Arhitektura u 1687.
◄◄ | ◄ | 1684. | 1685. | 1686. | 1687.  | 1688. | 1689. | 1690. | ► | ►►
Arhitektura • Astronomija • Biologija • Glazba • Kazalište • Kemija • Kiparstvo • Knjige • Književnost • Kršćanstvo • Medicina • Politika • Pravo • Promet • Slikarstvo • Znanost
Arhitektura u 1687.

## Svijet

### Zgrade i druge građevine
- Dovršena bazilika Gospe od Zdravlja u Veneciji (započeta (1631.)

## Vanjske poveznice
|  | Zajednički poslužitelj ima još gradiva o temi Arhitektura u 1680-im |